# 포에이커법
포에이커 법(Foraker Act)은 1900년 4월 12일 제정된 미국의 연방법이다. 법률 명칭의 유래는 조지프 B. 포에이커 상원의원(공화당, 오하이오주)이며 엘리후 루트 육군장관 등이 주도해서 만들었다. 미국-스페인 전쟁에서 승리한 미국은 푸에르토리코를 획득했고 민간 정부를 만들었는데 이에 대한 법적 근거가 필요해서 만든 법이다.
푸에르토리코는 미국의 영토이지만 미국 연방에 편입하지 않고 거주민들에게 미국 시민권도 인정하지 않도록 하기 위해 구상된 것이 포에이커 법의 제정 경위다. 미국 연방법의 적용은 받지만 시민권은 인정하지 않는 이러한 제도를 이른바 미편입령(Unincorporated Territory)이라 하는데 이 개념은 다운스 대 비드웰(Downes v. Bidwell) 사건과 같은 도서 판례를 통해 사법부의 지지도 받게 된다. 푸에르토리코의 거주민들에게 시민권이 정식으로 부여된 것은 존스-샤프로스 법(Jones–Shafroth Act)이 통과된 1917년의 일이다.